# بوف ماهیگیر پل
بوف ماهیگیر پِل (نام علمی: Scotopelia peli) نام یک گونه از سرده بوف ماهیگیر است.